# Melecta turkestanica
Melecta turkestanica är en biart som beskrevs av Radoszkowski 1893. Melecta turkestanica ingår i släktet sorgbin, och familjen långtungebin. Inga underarter finns listade i Catalogue of Life.